# Wei Hsueh-kang
Wei Hsueh-kang, também conhecido por vários outros nomes, é um magnata dos negócios e narcotraficante nascido na China, procurado pelos Estados Unidos e pela Tailândia por tráfico ilegal de drogas em Nova York e no Triângulo Dourado do Sudeste Asiático. Ele também é comandante regional do Exército Unido do Estado Wa, as forças armadas do Estado de Wa independente de facto em Mianmar.

## Juventude
De acordo com seus documentos tailandeses, Wei Hsueh-kang nasceu em 1945 em Yunnan, China. No entanto, o Departamento de Estado dos Estados Unidos indica a data de nascimento de Wei como 29 de maio de 1952.
Após a vitória comunista na Guerra Civil Chinesa em 1949, Wei fugiu da China continental para a Birmânia (atual Mianmar) com o seu pai, que era então membro do Kuomintang apoiado pela CIA. Wei ajudou seu pai a vender ópio, em parte para financiar a insurgência do Kuomintang na China continental, até se formar no ensino médio, quando se juntou a uma milícia liderada pelo traficante Khun Sa.

## Carreira

### Como um insurgente
Wei seguiu a liderança de Khun Sa por duas décadas, primeiro como membro da milícia pessoal de Khun Sa e depois como membro do Exército Mong Tai. Depois de cair em desgraça com Khun Sa em meados da década de 1980, Wei deixou o Exército Mong Tai e começou a trabalhar com o líder militar de Wa, Bao Youxiang. Wei e Bao estavam entre os fundadores do Partido Unido do Estado Wa em 1989, este último eventualmente se tornando seu líder. Posteriormente, Bao nomeou Wei comandante regional do braço armado do partido, o Exército Unido do Estado de Wa.

### Como traficante de drogas
Acredita-se que Wei tenha permanecido intimamente associado a Khun Sa mesmo depois que ele deixou o Exército Mong Tai, especialmente durante o auge da produção de ópio no Triângulo Dourado. Ele é procurado pelo Bureau of International Narcotics and Law Enforcement Affairs dos Estados Unidos por crimes relacionados a drogas cometidos em Nova York; há uma recompensa de US$ 2 milhões por informações que levem à sua captura e prisão. Atualmente, acredita-se que Wei resida na China e ao longo da fronteira com Mianmar.
Embora Wei tenha obtido a cidadania tailandesa em 1985, três anos depois, em 1988, enfrentava uma sentença de prisão perpétua pelo governo tailandês. Ele escapou da fiança, entretanto, e sua cidadania tailandesa foi posteriormente revogada em 2001.

### Como um magnata dos negócios
Em 1998, Wei fundou o Hong Pang Group com o dinheiro que acumulou durante o seu tempo como traficante de drogas, bem como com o dinheiro que ganhou aproveitando os privilégios oferecidos no acordo de cessar-fogo do General Khin Nyunt. O Hong Pang Group possui e controla uma infinidade de negócios na agricultura, comércio, construção, destilarias, eletrônica e comunicações, mineração e petróleo. Hong Pang Group está sediado em Pangkham e possui escritórios regionais em Yangon, Mandalay, Lashio, Tachilek e Mawlamyine.
O grupo foi renomeado para Thawda Win Co. Ltd em 2012 e continua envolvido em vários projetos em Mianmar, incluindo a estrada Meiktila-Taunggyi-Tachilek. A receita da empresa também apoiou as operações do Exército Unido do Estado de Wa com caminhões de equipamento militar e munições da China, através do relacionamento próximo de Wei com Zhou Yongkang.
Um incêndio em Pangkham em 18 de abril de 2009 destruiu o maior posto de gasolina da cidade e mais de 10.000 toneladas de teca num armazém; ambos os edifícios pertenciam a Wei.
Após o desastre da mina de jade em Hpakant, no estado de Kachin, em 2015, a ONG Global Witness, sediada em Londres, acusou Wei de explorar os habitantes locais e de financiar ilegalmente operações de mineração na área. Esta afirmação, no entanto, não pôde ser verificada ou negada pelo próprio Wei, pois ele ainda estava escondido.